# Peppino di Capri e i new Rockers, Hits - Vol. II
Peppino di Capri e i new Rockers, Hits - Vol. II è il quattordicesimo album di Peppino di Capri.

## Descrizione
Come il precedente volume omonimo pubblicato alcuni mesi prima racchiude una serie di reincisioni di successi del cantante campano del periodo Carisch accostati ad alcuni brani nuovi già pubblicato su 45 giri. Tra questi vi è Una catena d'oro che di Capri aveva portato in primavera a Un disco per l'estate, il suo retro, la struggente Che delusione amore questa sera e Frennesia successo dell'anno precedente già pubblicato su LP in Napoli ieri - Napoli oggi, Vol. II. Vi sono tra le reincisioni Parlami d'amore Mariu qui cantata interamente nella sua versione inglese Tell me that you love me tonite e una nuova versione di Cara piccina che il cantante aveva già inciso in una versione più ritmata e "disco" nel 1968, oltre che ai successi di sempre come Roberta (qui erroneamente accreditata solo a Lepore e Naddeo, escludendo il cognome nativo del cantante) Voce 'e notte e Nun e peccato.
L'album è stato ripubblicato in CD nel 2005 con i brani Voce 'e notte, Malatia, Nun e peccato, Roberta, Frennesia e Suspiranno presentati con arrangiamenti più recenti rispetto a quelli originali.

## Tracce
Lato A
1. Voce 'e notte (testo di Edoardo Nicolardi, musica di Ernesto De Curtis)
2. Cara piccina (testo di Libero Bovio, musica di Gaetano Lama)
3. Malatia (testo e musica di Armando Romeo, testo in inglese di Caslow)
4. Solo io (testo di Cristiano Minellono, musica di Umberto Balsamo)
5. Che delusione, amore, questa sera (testo di Sergio Iodice, musica di Giuseppe Faiella)
6. Parlami d'amore Mariu (testo di Cesare Andrea Bixio, musica di Ennio Neri)

Lato B
1. Una catena d'oro (testo di Depsa e Mimmo Di Francia, musica di Giuseppe Faiella)
2. Nun e peccato (testo di Carlo Alberto Rossi, musica di Ugo Calise)
3. Roberta (testo di Paolo Lepore, musica di Luigi Naddeo)
4. Frennesia (testo di Franco Migliacci, musica di Claudio Mattone)
5. Quando (testo e musica di Luigi Tenco)
6. Suspiranno (testo di Ernesto Murolo, musica di Evemero Nardella)

## Formazione
- Peppino di Capri: voce, pianoforte, arrangiamenti
- Piero Braggi: chitarra, cori
- Pino Amenta: basso, cori
- Ettore Falconieri: batteria, percussioni
- Gianfranco Raffaldi: tastiera, organo Hammond, cori